# موتور قطب‌چاکدار سنکرون

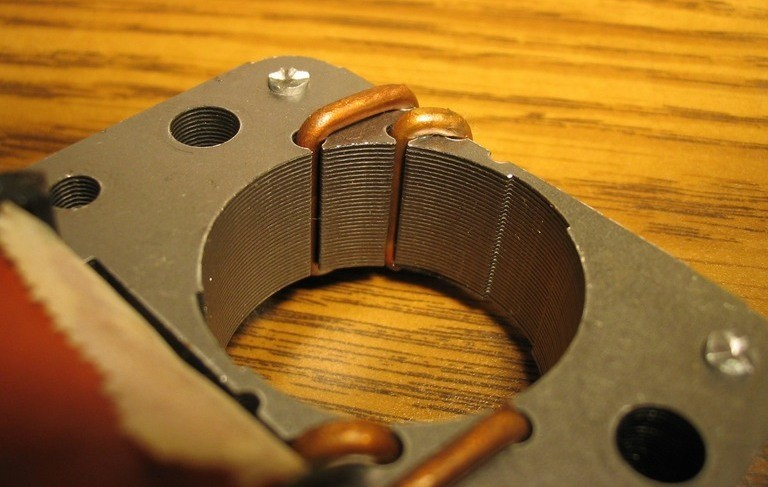
سیم‌پیچ‌های شکاف در مدار مغناطیسی سیم‌پیچ میدان

موتورهای سنکرون قطب‌چاکدار (به انگلیسی: Shaded-pole synchronous motor)، یک دسته‌ای از موتورهای AC هستند.
آنها مانند یک موتور القایی قطب‌چاکدار، از سیم‌پیچ‌های میدانی با سیم‌پیچ‌های سایه‌زنی اضافی مس استفاده می‌کنند (شکل را ببینید) برای تولید یک میدان مغناطیسی با چرخش ضعیف. اما برخلاف موتور القایی قطب‌چاکدار (که از یک روتور قفس سنجابی استفاده می‌کند)، نسخه سنکرون این موتور از یک روتور مغناطیسی استفاده می‌کند. این روتور همزمان با چرخش مغناطیسی در حال چرخش می‌چرخد: اگر روتور شروع به عقب افتادن از میدان چرخشی کند، گشتاور راه‌انداز افزایش می‌یابد و روتور کمی سرعت می‌یابد تا جایی که موقعیت روتور در میدان چرخشی باشد نقطه‌ای که گشتاور می‌کشد. به همین ترتیب، اگر چرخش میدان کند شود، روتور نسبت به میدان پیش می‌افتد، گشتاور کاهش می‌یابد یا حتی منفی می‌شود، سرعت روتور را کُند می‌کند تا این که دوباره به یک موقعیت نسبت به میدان که گشتاور می‌کشد، برسد.

## برای مطالعهٔ بیشتر
- مؤسسه مهندسان برق و الکترونیک، «تجزیه و تحلیل و کنترل تشدید زیرسنکرون: در نشست زمستانی انجمن مهندسی برق IEEE 1976 و سمپوزیوم تسلا» ارائه شد. Piscataway, NJ, IEEE, c1976. 76CH1066-O-PWR. LCCN 77153757 // r842